# The First Team
Als The First Team werden die Spieler bezeichnet, die als erste Basketball gespielt haben, nachdem ihnen das Spiel durch James Naismith, der als der Erfinder des Basketballs gilt, im Jahre 1891 beigebracht wurde. Dieses Team umfasst 18 Spieler, die an der Universität in Springfield, Massachusetts studierten, um Vorstandsekretäre des YMCA zu werden. Als Teil ihrer Ausbildung wurden sie im Fach Sporterziehung von Naismith unterrichtet, der das Spiel angeblich erfunden hat, um seinen Schülern Fähigkeiten der Teamarbeit beizubringen. Das erste Basketballspiel fand am 21. Dezember 1891 statt. Die Mannschaft wurde als Team während der Einweihungszeremonie der Naismith Memorial Basketball Hall of Fame in diese aufgenommen. Damit wurden die Leistungen des Teams in der Popularitätssteigerung des Basketball-Sports und die Tatsache, dass die Mitglieder die ersten Basketballspieler überhaupt waren, geehrt.

## Mannschaftsangehörige
Die aufgezählten Spieler sind die in der Basketball Hall of Fame anerkannten Mitglieder des „The First Team“:
- Lyman Archibald
- Franklin Barnes
- Wilbert Carey
- William Chase
- William Davis
- George Day
- Benjamin French
- Henry Gelan
- Ernest Hildner
- Genzabaro Ishikawa
- Raymond Kaighn
- Donald Freas
- Eugene Libby
- Finlay MacDonald
- Frank Mahan
- Thomas Patton
- Edwin Ruggles
- John Thompson
- George Weller